# Камбоджийский центр по правам человека
Камбоджи́йский центр по права́м челове́ка (кхмер. មជ្ឈមណ្ឌលសិទ្ធិមនុស្សកម្ពុជា, англ. Cambodian Center for Human Rights, сокр. CCHR) — правозащитная организация в Камбодже. Основана 12 ноября 2002 года. Выступает в защиту гражданских и политических прав ее граждан, а также занимается другими вопросами, связанными с защитой прав человека и в этой стране. Логотип организации — белая птица на фоне синего круга.

## Деятельность

### Подразделения
- Freedom of Expression
- Fair Trials
- Land Rights
- Democracy

### Программы
- Community Empowerment Program (CEP)
- Monitoring, Research, Documentation & Information Program (MRDIP)
- Advocacy Program (AP)